# جوزپه کیاپلا
جوزپه کیاپلا (به ایتالیایی: Giuseppe Chiappella) بازیکن فوتبال اهل ایتالیا است 

## تیم ملی
از سال ۱۹۵۳ میلادی عضو تیم ملی فوتبال ایتالیا بوده و در ۱۷ بازی ملی حضور داشته‌است. او در بازی‌های ملی‌اش گلی به ثمر نرساند.
جوزپه کیاپلا آخرین بازی ملی خود را در سال ۱۹۵۷ میلادی انجام داد.